# Nová Bošáca
Nová Bošáca és un poble i municipi d'Eslovàquia que es troba a la regió de Trenčín.

## Història
La primera menció escrita de la vila es remunta al 1950.

## Demografia
| Godina             | 1994 | 2004   | 2014   | 2024   |
| ------------------ | ---- | ------ | ------ | ------ |
| Nombre de persones | 1261 | 1192   | 1106   | 1001   |
| Diferència         |      | −5,47% | −7,21% | −9,49% |

| Godina             | 2023 | 2024   |
| ------------------ | ---- | ------ |
| Nombre de persones | 1015 | 1001   |
| Diferència         |      | −1,37% |